# Breakdance
Breakdance je ples te jedan od elementa hip hopa koji zahtijeva višesatno vježbanje i višegodišnji trud. Razvio se krajem 1970-ih u Bronxu i Harlemu. 

## Breakdance ili B-boying
Tijekom razvijanja breakdancea i uključivanja bijelaca, nastao je sukob između službenog naziva za ples. "Breakdance" je komercijalni naziv. Da bi očuvali korijene hip-hop kulture, Breakdanceri se i dalje nazivaju B-boyevima, a Breakdance nazivaju B-boying. Breakdance je ujedno i najmlađi od 4 elementa hip-hopa. Osoba koja se bavi ovom vrstom plesa, od zavisnosti svoga spola se naziva B-Boy (muško) ili B-girl (žensko). Također se koriste i nazivi kao Flyboy, Flygirl, Breaker itd. Već rečeno, breakdance se razvio poslije DJ-inga, MC-inga i Graffiti Writera. Breakdanceri su težili da ta vrsta plesa bude jedinstvena. U ples su ubačeni koraci (tj. Moves) i trikovi Kung-Fu vještine (Kipup, Airflare...), ili gimnastičarskih i atletskih vježbi i disciplina (Jazz Split, Flare), ali najčešće i improvizacija (1990., 2000., Swipe...)...U Breakdance-u su se razvile i 2 nove grane: Popping i Locking. Osnovna grana Breakdance-a se naziva B-Boying. 

### Oblici breakdancea
Breakdance, po stilovima i formama, već rečeno, dijeli se na:
- Breaking/B-Boying (nastao u South Bronxu, New York). Breaking se može podijeliti na tzv. Power-Moves i Style-Moves. Power-Moves su teško izvodljivi pokreti. Style-Moves su Footwork pokreti i Top-Rock pokreti (više u sljedećem poglavlju).
- Popping ili Electro Boogie (nastao u Fresno, Kalifornija), je stil plesa, gdje tzv. Popperi (osobe koje plešu ovaj stil plesa) se pokreću kao roboti.
- Locking (nastao u Los Angelesu, California) je sličan stil plesa kao Popping, ali s mnogo više gestikulacije, gdje plesači žele izvoditi pokrete pri kojima bi podsjećali na crtane likove iz stripova ili kao lutke.

Zadnja 2 navedena stila plesa, često se smatraju istim stilovima, iako to nije točno. Početkom 1980. godine, iluzionistički pokreti su bili sve više popularniji. Na početku su se ti pokreti temeljili na pantomimi, koji su se učili u Marcel Marceaus-ovoj školi. Najčešći pokreti su bili Stubište, Slijepi čovjek, i Borba protiv vjetra(ovaj pokret je poznatiji po imenu Moonwalk, koji je često izvodio Michael Jackson). Ovaj korak se također može naći i po nazivu Backslide, koju su izmislili plesači iz Kalifornije, iz "The Electric Boogaloos" tima.

## Pokreti u breakdanceu
Pokreti u B-boyingu se dijele na 4 skupine:
- Top-Rock (pokreti koji se čine u stajaćem položaju, najčešće su to koraci, kao npr. Indian Step, Crazy Rock, Brooklyn Rock...)
- Power-Moves (to su najčešće pokreti atletskih i gimnastičarskih disciplina i Kung-Fu vještina, a često su neki pokreti nastali improvizacijom i slučajima. Često se izvode u Bottom-Rock poziciji, tj. pozicija gdje se Breaker drži na rukama. Najpoznatiji pokreti ove skupine su: Windmill, Flare, Airflare, Munchmill, 1990, 2000, Elbowtrack, Headspin, Halo itd.)
- Footwork (pokreti u Down-Rock poziciji, tj. kada su noge i ruke najčešće na zemlji. Ovi pokreti su najkreativniji, jer su ih Breakeri sami izmislili, npr. Sixstep, Three Step, Running Shuffle, Coin Drop, Coffee Grinder...)
- Freeze (pokreti koji najčešće simboliziraju pauzu u plesu, najčešće se Breaker naslanja na ruke i podigne svoje tijelo u zrak. Najpoznatiji freezovi su: Baby Freeze, Turtle, Air Freeze, Airchair, Sidechair itd.)

U breakdanceu česti su i Diss-Moves. To su pokreti u kojim jedan Breaker se "ruga" drugom natjecatelju kroz simbolične pokrete.

## Podjela pokreta

### Top Rock
- Indian Step: Ovaj korak je jedan od najlakših, u kojem se izbacuje jedna noga, pa druga, te kasnije vaša prva noga završava iza druge noge.
- Brooklyn Rock: Jedan od prvih izmišljenih koraka. Plesači u ovom pokretu rašire noge uz skakanje, te kasnije plesači čučnu, ustanu i nastavljaju Brooklyn Rock.
- Cross Step: Plesač ukrštava ruke, te lijevom nogom pravi korak u desnu stranu, te raširuje ruke.

### Footwork
Svi Footwork pokreti se rade u Down-Rock poziciji, tj. u čučećem položaju, gdje su noge i ruke na zemlji. Uglavnom se noge pokreću, a ruke služe za ravnotežu.
- Osnovni korak u Footworku je Six-Step. Plesač se drži na rukama, a onda noge ukrštava. Manje poznate varijacije su Four-Step, Eight-Step...
- Three Step: Plesač se drži na rukama. Izbacuje lijevu, onda izbacuje desnu nogu te kasnije desnu nogu postavlja iza lijeve i nastavlja dalje.
- Two Step: Isto kao Three Step, samo što plesač ponavlja izbacivanje nogu, dakle, uvijek je u istoj poziciji.
- Coffee Grind (tzv. One-Step): Plesač kruži s jednom nogom, a druga je na zemlji, te rotirajuću nogu preskače.
- Shuffle (12-Step): Plesačev pogled je usmjeren ka podu. Noge su mu ispružene, te kasnije, u kružnom pokretu, jedna noga ide iza druge, a sljedeći korak je da druga noga ide ispod prve.
- Floor Rock: Pokret koji sam plesač izmišlja, uglavnom je cijelo tijelo na podu.
- C.C. - Pokret sličan Two Stepu, samo što se s neispruženom nogom i s tijelom plesač naginje na stranu.

### Freezeovi
- Baby Freeze: Osnovni Freeze u Breakdance-u. Plesač drži tijelo na dvije ruke i na glavi. Noge se ukose, ali ne ukršaju.
- Chair (tzv. Stolica): Varijacija Baby-Freeza, gdje plesač okrene tijelo za 90 stupnjeva, drži se na jednoj ruci, noge ukrštava i jedna noga dira pod. Glava mu ostaje na zemlji.
- Sidechair: Varijacija Chair Freeze-a; plesač je okrenut prema strani, jedna ruka mu je na boku, čitavo je tijelo podignuto. Druga ruka služi za ravnotežu.
- Airchair: Freeze u kojem plesač naslanja čitavu težinu na jednu ruku, tijelo drži u zraku (slika br. 4)
- Side Baby: Sličan pokret kao Baby Freeze, samo što se plesač naginje na jednu ruku na sredinu noge. Pri tome se NE spušta lice.
- Airbaby: Jedan od težih freeze-ova. Plesač stavlja jedno koljeno na lakat, te podigne čitavo tijelo.
- Turtle Freeze: Jedan od osnovnih freezova. Plesač postavlja laktove na trbuh, te dlanove na zemlji, pri čemu mu noge ni glava ne smiju dirati pod.
- Handglide Freeze: Sličan Freeze kao i Turtle Freeze, samo što plesač drži težinu svog tijela na jednoj ruci, a s drugom rukom drži ravnotežu.
- Headstand: Freeze u kojem plesač stane na glavu.
- Handstand: Freeze u kojem plesač stane na obje ruke
- Shoulder Freeze: Pokret u kojem plesač naslanja svoju težinu na rame i na jednu ruku. Plesač stane na glavu, jednu nogu stavi na lakat, a drugu nogu uz pomoć ramena podigne.
- Head Hollowback: Sličan Freeze kao Headstand, samo što glava ide iza ruku, a noge se ukose te su podignute.
- Invert: Sličan Freeze kao Head Hollowback, samo što plesač podiže glavu.
- Air Freeze: Sličan Freeze kao Handstand, samo što plesač stavlja jednu ruku na zemlju.
- Handhop: Sličan Freeze kao Air Freeze, samo što plesač skakuće.
- Hong 10 Freeze/Halo Freeze: Freeze koji je izmislio B-Boy Hong 10. Plesač stane na glavu u inverzionom položaju, te podiže čitavo tijelo. Jedna ruka je na boku i drži tijelo, druga služi za ravnotežu.
- Elbow Freeze: Freeze u kojem se plesač naslanja na lakat.
- Pike: Sličan Freeze kao i Air Freeze, samo što plesač okrene tijelo za 45°.
- Invert - Sličan Freeze kao Head Hollowback, s tim da plesač podiže glavu. Drukčije rečeno: Invert je kao most s podignutim nogama.

### Power-Moves
- Backspin: Prvi Power-Move koji je izmišljen, teoretski i najlakši. Plesač se vrti na leđima
- Bellymill: Pokret koji je nastao poslije Backspina. Plesač se okrene na trbuh kako bi se nastavio vrtit na leđima.
- Windmill: Sličan pokret kao Bellymill, samo što plesač s trbuhom ne dolazi u kontakt s podom.
- Turtle: Pokret u kojem plesač stane u Turtle Freeze-u, te kasnije se pomiče pomoću ruku. Ostaje u Down-Rock poziciji.
- Crickets: Plesač stane u Handglide Freeze-u, te kasnije odskače na jednoj ruci i obrće se pomoću druge.
- U.F.O.- Sličan pokret kao Crickets, ali plesač ne odskače, nego se samo vrti. Noge su što bliže zemlji, s tim da ih ne dira.
- Jackhammer: Pokret sličan Crickets, samo što se plesač drži na jednoj ruci.
- Headspin: Pokret u kojem se plesač vrti na glavi.
- Open Headspin: Pokret u kojem se plesač vrti na glavi, bez ruku.
- Handglide: Plesač se okreće na dlanu. Tijelo je podignuto.
- Flare (poznat kao i Air-Sixstep): Pokret u kojem plesač drži čitavo težinu tijela na rukama, te obrće noge.
- Airflare (Airtrack): Plesač stane na rukama, te se obrće oko svoje ose.
- Nine 2 Nine (1990): Pokret u kojem se plesač vrti na jednom dlanu.
- Two thousander (2000): Sličan pokret kao 1990, samo što se plesač vrti na obadva dlana.
- Forearmspin: Pokret u kojem se plesač vrti na podlaktičnom dijelu ruke. Pri tome ruke se ne odvajaju od zemlje.
- Elbowtrack: Sličan pokret kao Airflare, samo što se plesač drži na laktovima.
- Halo: Pokret u kojem se plesač vrti na glavi, ali ukošeno, tj. za 45°.

## Povijest breakdancea
Povijest breakdancea seže u 1971. godinu, kada je James Brown izbacio svoju hit-numeru "Get on The Good Foot". James Brown je uz ovu pjesmu i smislio ples, tzv. "Get on The Good Foot Style". Taj ples bi počeo s brzim koracima (Indian Step, Brooklyn Rock), na kraju bi se plesači bacili na leđa i okrenuli (Backspin). Taj bi se ples plesači uglavnom izvodili na pauzama (na eng. Break znači pauza). DJ Kool Herc ih je nazvao tada Breakdancers, i od tada počinje službena priča o Breakdance-u. Već je navedeno da su plesači performirali samo Top-Rock. Backspin je, zbog toga, prvi Power-Move. Kasnije su se iz Backspina razvili i Bellymill (pokret u kojem Breaker se vrti na leđima, te se okrene na trbuh, gdje Breaker ispruži ruke kako bi se zavrtio, te se kasnije opet vrti na leđima) i Windmill (pokret sličan Bellymillu, samo što Breaker ruke drži uz tijelo i ne okreće se na trbuh, tzv. Vjetrenjača). Freezovi i Footwork pokreti su nastali u kratkom periodu iza Backspina. Od tada se Breakdance sve više i više širio. Kako bi plesači bili viđeni, stalno su plesali na ulicama. Česti su bili konflikti između bijelaca i crnaca. Breakdance se za veoma kratak period proširio po čitavom svijetu, izmišljani su novi pokreti i sve više i više ljudi je bilo zainteresirano za ovu vrstu plesa. U novije vrijeme, velik je broj B-Crews (tim plesača). Poslije nekoliko godina, razvili su se i Popping (poznat kao i Electro Boogie i Locking).

## B-Boy natjecanja
Na takozvanim Breakdance-Battleima bitke plesača se izvode pojedinačno ili cjelokupno u timovima jedni protiv drugih, gdje plesači stavljaju svoje sposobnosti na probu. Cilj je da plesač suprotnog natjecatelja kroz vlastite izvedbe nadprevladati s boljim pokretima(tzv. Throwdowns), koji ne traju dugo. Postoje pravila ponašanja za vrijeme natjecanja. Tako, na primjer, namjerno dodirivanje nekog protivnika u većini slučajeva dovodi do diskvalifikacije plesača ili čitavog tima. Razlog za ovo pravilo je pucnjava koja se desila u SAD-u, 1973. godine, gdje je jedan plesač često dirao protivnika i time ga provocirao. Kada je u organizaciji natjecanje, najčešće sudije odlučuju o pobjedniku, koji su, naravno, uglavnom bili plesači. Međunarodna natjecanja protiv određenih timova sve više dobivaju popularnost, posebno globalno natjecanje BOTY (Battle of The Year). Često u kombinaciji s drugim elementima hip-hopa, rap ili kao što su graffiti, tzv. Outdoor Events dobivaju veću popularnost. Najčešće, natjecanja se održavaju u: SAD-u, Njemačkoj, Švedskoj, Velikoj Britaniji,Koreji i Japanu.

### Battle of the Year (BOTY)
Najbolji Breakdanceri na svijetu se okupljaju na Battle of the Year (BOTY) natjecanju u Njemačkoj. Ovo natjecanje stavlja veći naglasak na prikazivanje i povijest grupe. BOTY je u tom smislu nije normalno breakdance natjecanje. Sve grupe iz čitavog svijeta smiju prestavljati samo četiri plesača iz momčadi. Na međunarodnom BOTY unaprijed, postoje otpusti koja su provedena u svijetu. Dobitnici tog preliminarnog natjecanja onda, uz financijsku naknadu idu u Njemačku za BOTY International.

### International Breakdance Event (IBE)
Jedan od glavnih međunarodnih bitaka između plesača je IBE (International Breakdance Event). Ovo natjecanje se održava jednom godišnje u Rotterdamu. IBE čini ono kao svaki drugi B-Boy događaj u svijetu; prikuplja najbolje plesače iz cijelog svijeta zajedno u predivnom ozračju na ples. Uglavnom plesači su podijeljeni u grupe, kao što su "U. S. BBoys" ili "Japanese BBoys". IBE se nije održavao 2006. godine.
Među najpoznatijim breakdance natjecanjima uključuju se freestyle session, Battle of the Year, Mighty 4, Redbull Beat Battle, Redbull BC One, The official IBE, B-Boy Summit, UK B-Boy Svjetsko prvenstvo i US B-Boy svjetsko prvenstvo. Osobito u SAD-u, tamo su često vrlo veliki vanjski događaji.